# Pomnik Woldenberczyka w Dobiegniewie
Pomnik Woldenberczyka – pomnik Woldenberczyka znajdujący się w Dobiegniewie, na placu pchor.Tadeusza Starca, odsłonięty 2 września 2009.

## Opis
Pomnik zaprojektował  Zbigniew Wilma. Rzeźbę wykonał Zbigniew Mikielewicz.
Pomnik przedstawia sylwetkę polskiego oficera, jeńca niemieckiego obozu Oflag II C Woldenberg, który jest ubrany w wojskowy płaszcz i rogatywkę. W ręku trzyma książki. Za nim znajduje się słup ogrodzenia obozu z zerwanymi drutami kolczastymi. Umieszczony jest na cokole w formie niewielkiego wzniesienia z kostki granitowej, w który wkomponowano tablicę o treści Mimo wszystkie wasze wady w sercach waszych taka wiara taki ogień, takie granie że z upadku, klęsk i nocy zawsze przyjdzie budowanie! - Jerzy Hryniewiecki/ W hołdzie Woldenberczykom polskim oficerom i szeregowcom jeńcom Oflagu II C mieszkańcy Dobiegniewa 2.09.2009 r..
Pomnik jest wykonany z granitu przywiezionego z Afryki, który kolorem przypomina polskie mundury z czasów II wojny światowej. Sylwetka jeńca wzorowana jest na postaci Witolda Domańskiego.